# اچ‌ام‌اس پیکل (۱۸۰۰)
اچ‌ام‌اس پیکل (۱۸۰۰) (به انگلیسی: HMS Pickle (1800)) یک کشتی بود که طول آن ۷۳ فوت (۲۲٫۳ متر) بود. این کشتی در سال ۱۷۹۹ ساخته شد.